# Marilina Marino
Marilina Marino (Palermo, 24 settembre 1992) è un'attrice italiana.

## Biografia
Nata a Palermo, inizia a recitare all'età di 14 anni.
Dopo il diploma al liceo classico, si trasferisce a Roma, dove si diploma alla Scuola di Recitazione di Beatrice Bracco e continua la sua formazione con laboratori e seminari, tra cui uno sulla Commedia dell'Arte attraverso Dario Fo, condotto da Michele Bottini e Massimo Navone presso la Scuola d'Arte drammatica Paolo Grassi di Milano, e uno di recitazione cinematografica, condotto da Vito Mancusi presso il Centro Sperimentale di Cinematografia.
Inoltre, si laurea in Comunicazione Pubblica e d'Impresa alla Facoltà di Scienze Politiche, Sociologia e Comunicazione dell'Università degli Studi di Roma "La Sapienza".
È rappresentata dall'agente Eugenio Piovosa ed è per lo più attiva a teatro, nel cinema e in televisione. Si è fatta notare in particolare ne Il Traditore di Marco Bellocchio, dove appare in una breve ma intensa scena di nudo insieme al protagonista Pierfrancesco Favino. 
Inoltre, è vincitrice della nona edizione del Premio Vincenzo Crocitti e del Premio Energie per Roma 2025.

## Filmografia

### Cinema
- Una carezza di vento, regia di Pino Laface (2013)
- Love and Death in the Afternoon, regia di Eckhart Schmidt (2016)
- Grosso guaio a Roma Sud, regia di Andrea Pirri Ardizzone (2017)
- Princess, Voices from Hell, regia di Eckhart Schmidt (2017)
- Amor sacro, amor profano, regia di Eckhart Schmidt (2017)
- Colore d’amore, regia di Eckhart Schmidt (2018)
- Loving Valeria, regia di Eckhart Schmidt (2018)
- Arrivederci Roma, regia di Eckhart Schmidt (2018)
- Roads - Where is feminism leading us?, regia di Michael Sundberg (2018)
- Il traditore, regia di Marco Bellocchio (2019)
- La scelta giusta, regia di Andrea D'Emilio (2019)
- The Beast and the Beauty, regia di Eckhart Schmidt (2019)
- Piazza d'Amore, regia di Eckhart Schmidt (2019)
- Noir After Noon, regia di Eckhart Schmidt (2019)
- La Terza Faccia, cortometraggio, regia di Eckhart Schmidt (2019)
- Due Quarantine, cortometraggio, regia di Massimo Morlando (2020)
- Trittico della Morte, regia di Eckhart Schmidt (2020)
- Solitudine Donna, regia di Eckhart Schmidt (2020)
- Where is Italo Tedesco?, regia di Eckhart Schmidt (2021)
- Trecamerone, regia di Eckhart Schmidt (2021)
- Trecamerone 2, regia di Eckhart Schmidt (2021)
- Trecamerone 3, regia di Eckhart Schmidt (2021)
- Ragazze dei fiori, regia di Eckhart Schmidt (2021)
- Palermo. Gente., regia di Eckhart Schmidt (2021)
- Day by day - A Digital Diary, regia di Eckhart Schmidt (2021)
- Day by day 2 - A Digital Diary, regia di Eckhart Schmidt (2021)
- Angelo, regia di Eckhart Schmidt (2021)
- La Bella Amazone, regia di Eckhart Schmidt (2021)
- Obsessions, regia di Eckhart Schmidt (2021)
- Alla Bellezza - To Beauty, regia di Eckhart Schmidt (2021)
- The Demon's Kiss, regia di Eckhart Schmidt (2022)
- Dieci Minuti, regia di Maria Sole Tognazzi (2024)
- Il Vangelo di Giuda, regia di Giulio Base (2025)

### Serie TV
- Don Matteo, regia di Jan Michelini - serie TV, 10x07 (2016)
- L'isola di Pietro, regia di Umberto Carteni - serie TV, 1x01 (2017)
- Ci vediamo in tribunale, regia di Carlo Cislaghi - serie TV, 2x04 (2018)
- Il cacciatore, regia di Davide Marengo - serie TV, 1 episodio (2020)
- Amore criminale, regia di Maurizio Iannelli - serie TV, 1 episodio (2021)
- Nero a metà 3, regia di Claudio Amendola - serie TV, 3x04 (2021)
- Luna Park, regia di Leonardo D'Agostini e Anna Negri - serie TV, 1x01 (2021)
- Fiori sopra l'inferno, regia di Carlo Carlei - serie TV, 1x01 (2023)
- Supersex, regia di Matteo Rovere - serie TV, episodio 6 (2024)

## Teatro
- U' Pinocchiu suttasupra - Teatro Tre (PA) (2009)
- Nel senso di un viaggio, viaggio attraverso i sensi - Teatro Savio (PA) (2009)
- La notte dei mille monologhi - Palazzo Fatta (PA) (2010)
- Todo Cambia - Teatro Spazio Uno (RM) (2013)
- Seguimi - Teatro Vascello e Teatro Spazio Uno (RM) (2013/2014)
- Un tram chiamato Desiderio - Teatro Agorà e Teatro Fara Nume (RM) (2014)[7]
- È(s)senza femminile - Teatro GP2 (RM) (2015)[8]
- Giro di vite - Teatro Studio Uno e Teatro Trastevere (RM) (2016/2017)[9]
- Il campione e il professore - Teatro Comunale di Pomezia e Teatro Agorà (RM) (2017)[10]
- Augenblick, l’istante del possibile - Teatro Studio Uno (RM) (2018)[11]
- Città invisibili - Teatro Potlach di Fara Sabina (RI) (2018)
- Sogno di una notte di mezza estate - Castello Savelli Torlonia (RI) (2018)
- Sirene - Compagnia I Margini  - Teatro Potlach (RI), Cineporto di Foggia (FG), Teatro Tor Bella Monaca (RM) (2019)[12]
- M’impiego ma non mi spezzo – Spettacolo di Teatro dell'oppresso - Teatro La Scaletta (RC), Teatro di Documenti (RM) (2019)
- Città Invisibili – Spettacolo internazionale e interculturale, Teatro Potlach (Fara Sabina) (2018/2019)
- Amore Mio - Compagnia Parteciparte Teatro dell'oppresso - Centro Bakhita, Centro Popolare San Basilio, Parco della Caffarella (RM) (2020/2021)[13]
- Prove Invalsi - Compagnia Parteciparte Teatro dell'oppresso - Piazza della Rotonda (RM) (2021)
- Genova per noi, Genova non è finita - Casale Garibaldi (RM) (2021)[14]
- NO! Lu fatto di Franca Viola - Teatro Porta Portese (RM) (2024)[15]